# باول أمبروسي
بول أمبروزي (مواليد 14 أكتوبر 1980) هو لاعب كرة قدم. يلعب مع منتخب الإكوادور لكرة القدم. سبق له أن لعب في كأس العالم لكرة القدم مع منتخب بلاده.

## مسيرته الكروية
لعب بول أمبروزي خلال مسيرته الاحترافية مع 4 أندية في تسعة عشر موسمًا وسجل خلالها 30 هدف ضمن 401 مباراة. ولم يفز بأي موسم بالكأس وفاز في ستة مواسم بالدوري.
خاض بول أمبروزي مسيرته مع نادي إل. دي. يو. كيتو في موسم 1998 في المرة الأولى ليلعب معه اثنا عشر موسمًا ثم في موسم 2010 ليلعب معه أربعة مواسم، مشاركًا طوالها في 369 مباراة سجل خلالها 30 هدف. ثم انتقل إلى نادي روزاريو سنترال في موسم 2009–10 لمدة موسم واحد، حيث شارك في 20 مباراة ولم يسجل أي هدف. لينتقل بعدها إلى نادي أولميدو ما بين عامي 2014 و2015 لمدة موسم واحد، مشاركًا في 11 مباراة ولم يسجل أي هدف أيضًا.

## روابط خارجية
- هذه المقالة غير مرتبط بويكي بيانات